# Музей хлеба (Агдам)
Музе́й хле́ба (азерб. Çörək muzeyi, Чөрәк музеји) — расположенный в азербайджанском городе Агдам музей хлеба и хлебобулочных изделий, сельскохозяйственных орудий и их истории . Музей принял своих первых посетителей 25 ноября 1983 года. В музее было около 2800 экспонатов. Охранялся государством как памятник культуры. На примыкающей к территории музея функционировало кафе «Сюнбюль». В комплекс также входил караван-сарай.
Музей был разрушен в годы Первой карабахской войны.

## История
Инициатива создания в Агдаме Музея хлеба принадлежит первому секретарю районного комитета Компартии Азербайджанской ССР Садыгу Муртузаеву , который в 1983 году прочёл в газете «Известия» статью о Музее хлеба в немецком городе Ульм. Было принято решение создать Музей в здании старой мельницы. Восстановительные работы были осуществлены местными специалистами. Основной фасад здания украсили изящные каменные шебеке и два огромных мозаичных панно высотой практически в два этажа. Идея мозаики принадлежала Садыгу Муртузаеву. Изготовил её агдамский художник-дизайнер Закир Рустамов. Панно было собрано с использованием специальных цветных камней.
25 ноября 1983 года музей принял своих первых посетителей. Мельница, в которой размещался Музей хлеба, была построена Мухаммедом Гараевым, представителем известного рода в районе Агдама в конце XIX века. Музей охранялся государством как местный памятник культуры. В комплекс также входил караван-сарай. В советское время караван-сарай на территории так называемого «Мельничного двора» («Dəyirman həyəti») был приспособлен для жилья и сдан местным жителям.
В 1987 году мельница была полностью приведена в рабочее состояние. Работы по оформлению музея вела группа под руководством сотрудника управления художественного оформления Министерства культуры Эдуарда Крупкина. Делегацию возглавляла начальник управления музеев Сария Исмайлова.
Музей состоял из трёх основных секций. На территории, примыкающей к музею функционировало кафе «Сюнбюль», в котором была тендирхана (помещение, где пекут хлеб в тандыре). Вход открывался непосредственно в летний зал. Посредине зала, часть которого была крытой, размещался небольшой фонтан. Отсюда можно было пройти в кафе «Сюнбюль», на кухню и в две небольшие столовые комнаты. При входе в зал, повернув налево, можно было попасть в выставочный зал. У музея был и второй вход, откуда дорога вела в помещение администрации. Выставочный зал был высоким, местами делился на верхний и нижний ярусы. Наверху по левую сторону входной двери, в антресольном отсеке располагался кабинет администрации площадью 20 м2, а также фойе. Из фойе шла лестница на чердак музея, где хранились запасные экспонаты.
Площадь первого выставочного зала составляла 80 м2, второго — 30 м2. В первом зале размещалась механическая мельница, способная перемолоть в день 8-10 тонн зерна. Здесь также экспонировалась применяемая в 30-е гг. XX в. машина «Триер» для разделения зерна и примесей. Второй выставочный зал также изобиловал интересными экспонатами. Здесь были выставлены орудия труда — соха, молотильная доска, нож, серп, молотилка — «чарчар».
Имелись также древние книги, рукописи и различные материалы, свидетельствующие о развитии сельскохозяйственных инструментов для зерноводства и земледелия. По деревянной лестнице справа от мельницы можно было подняться на второй ярус. Здесь экспонировались мучные изделия, в том числе виды хлеба, которые пеклись в Гяндже, Нахичеване, Карабахе, Грузии, Армении, Дагестане, Самарканде. Кроме того, в нижнем зале демонстрировались древний кувшин и кухонная утварь. Экспонаты следующего зала были связаны исключительно с зерноводством и земледелием. Здесь были выставлены различные виды пшеницы, зерна разных сортов, хлебные карточки, выдававшиеся детям во время войны, а также географическая карта Азербайджана, изготовленная из пшеничных зерен.
Стены музея украшали азербайджанские пословицы «Когда хлеб дорогой, смерть обесценивается», «Что не режет меч, то порежет хлеб», напоминающие о силе и священности хлеба.
Проводимый в 1980-е годы девичий праздник «Натаван», международный фестиваль «Хары-бюльбюль» начинались именно с посещения Музея хлеба.
Музей был разрушен в годы Первой карабахской войны.
В 2004 году коллектив Фонда защиты слова обратился к министру культуры и туризма Азербайджана Абульфазу Гараеву относительно восстановления Музея хлеба в Агдаме.

## Экспонаты
В Музее экспонировались более 300 образцов хлеба, выпеченных в столицах республик бывшего СССР. В создании экспонатного фонда музея сыграли исключительную роль академик Имам Мустафаев, доктор экономических наук, профессор Абульфаз Гасымов и многие представители интеллигенции. В те годы в музее были собраны образцы хлеба из всех регионов Азербайджанской ССР. В выставочный фонд музея было передано 16 старинных сельскохозяйственных орудий из Кедабекского района. Большую ценность представляли образцы хлеба, побывавшие в космосе и присланные в музей из московского Звёздного городка.
Наибольший интерес вызывал самый древний экспонат музея — окаменевшие пшеничные зерна, которые азербайджанские исследователи датировали VII тыс. до н. э. Эти зерна, обнаруженные во время раскопок на холме Чалагантепе на территории агдамского села Эфетли благодаря усилиям известного археолога Идеала Нариманова, были переданы музею академиком, ученым-селекционером Имамом Мустафаевым, создателем твёрдых сортов пшеницы.
В годы Первой карабахской войны из музея были вывезены некоторые экспонаты, в том числе окаменевшие пшеничные зерна. Они были переданы заведующей отделом культуры Чимназ Алиевой в Национальный музей истории Азербайджана.
В качестве экспоната Музею хлеба также был передан фаэтон, с которым местным фаэтонщик Бахман участвовал во всех празднествах, проводимых в 1980-е годы в Агдаме.
Часть экспонатов была подарена музею гостями. Так, пережившая блокаду Ленинграда Галина Андреевна Канаева, хлебопёк по профессии, подарила музею «блокадный хлеб». Это маленькая 125-граммовая пайка, которая выдавалась в годы Вторая мировая войны блокадникам. Канаева сохранила этот хлеб на память о тех днях. Увидев телепередачу о Музее хлеба, она приехала в Агдам и подарила эту хлебную пайку музею.
Ещё один интересный экспонат — ручные каменные жёрнова XVII века (кир-кире). Их подарил музею восьмидесятисемилетний старик Исмаил Гафар оглу Мамедов из села Агамалы.

## Коллектив музея
Первым директором музея был журналист Аллахверди Асадов. 1 сентября 1984 года этот пост занял редактор отдела AzTV Ниязи Гулиев. Проработал он недолго, уйдя с должности по состоянию здоровья. Затем директором была назначена заведующая районным отделением общества «Билик» («Знание») Офелия Зейналова. Позже — Хафиз Алиев.
В музее работали два научных работника, три гида и мельник. Целью учреждения штатной единицы мельника было сохранение мельницы в рабочем состоянии для того, чтобы иметь возможность представлять гостям готовую продукцию.

## В культуре
В 2013 году азербайджанская компания «AzDimension» выпустила видеоигру в жанре шутера от первого лица «Под оккупацией: Агдам», в которой можно встретить агдамский Музей хлеба[значимость факта?].